# Lettres de Lakish

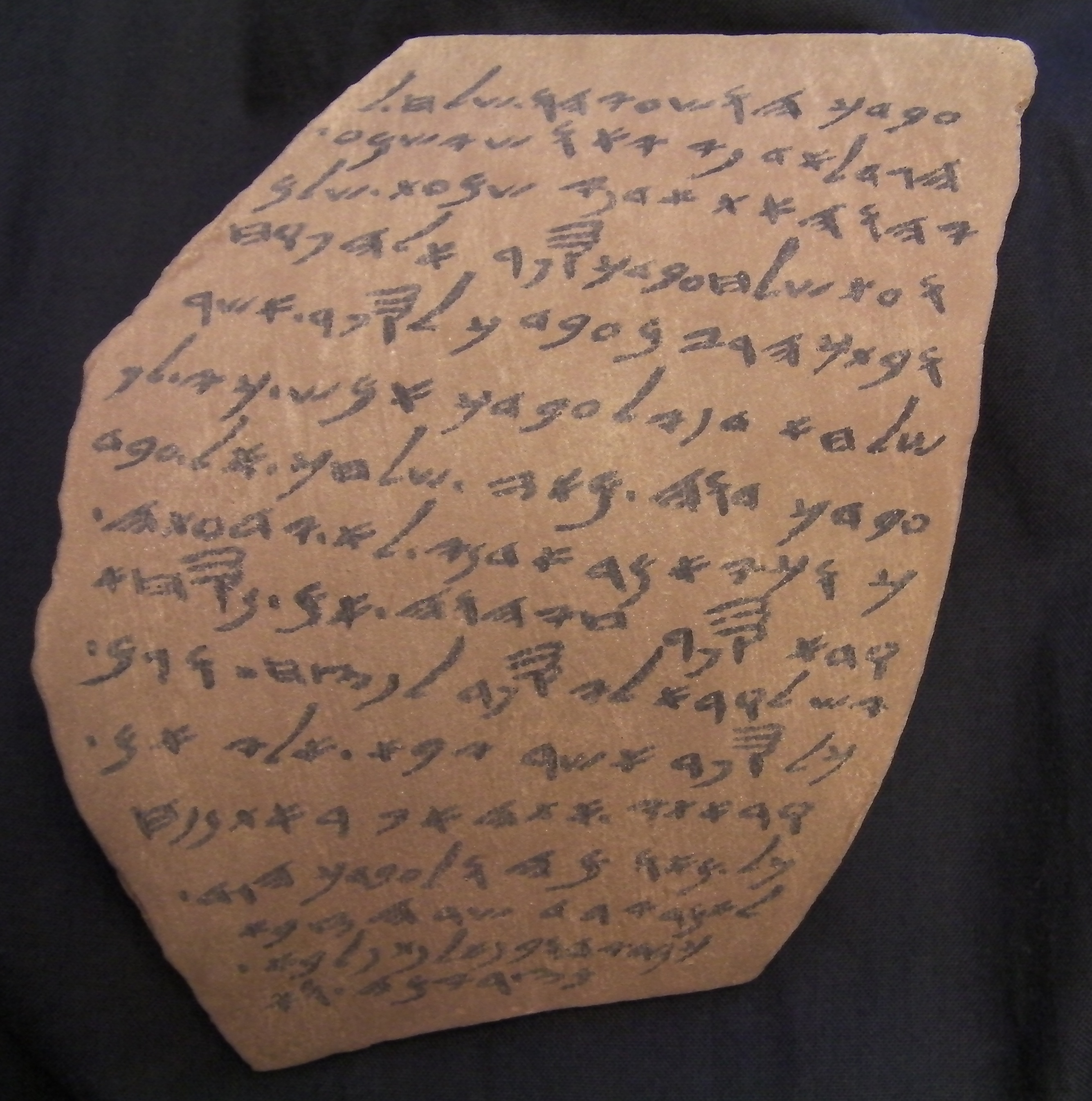
Reproduction de l'ostracon 3 (recto)

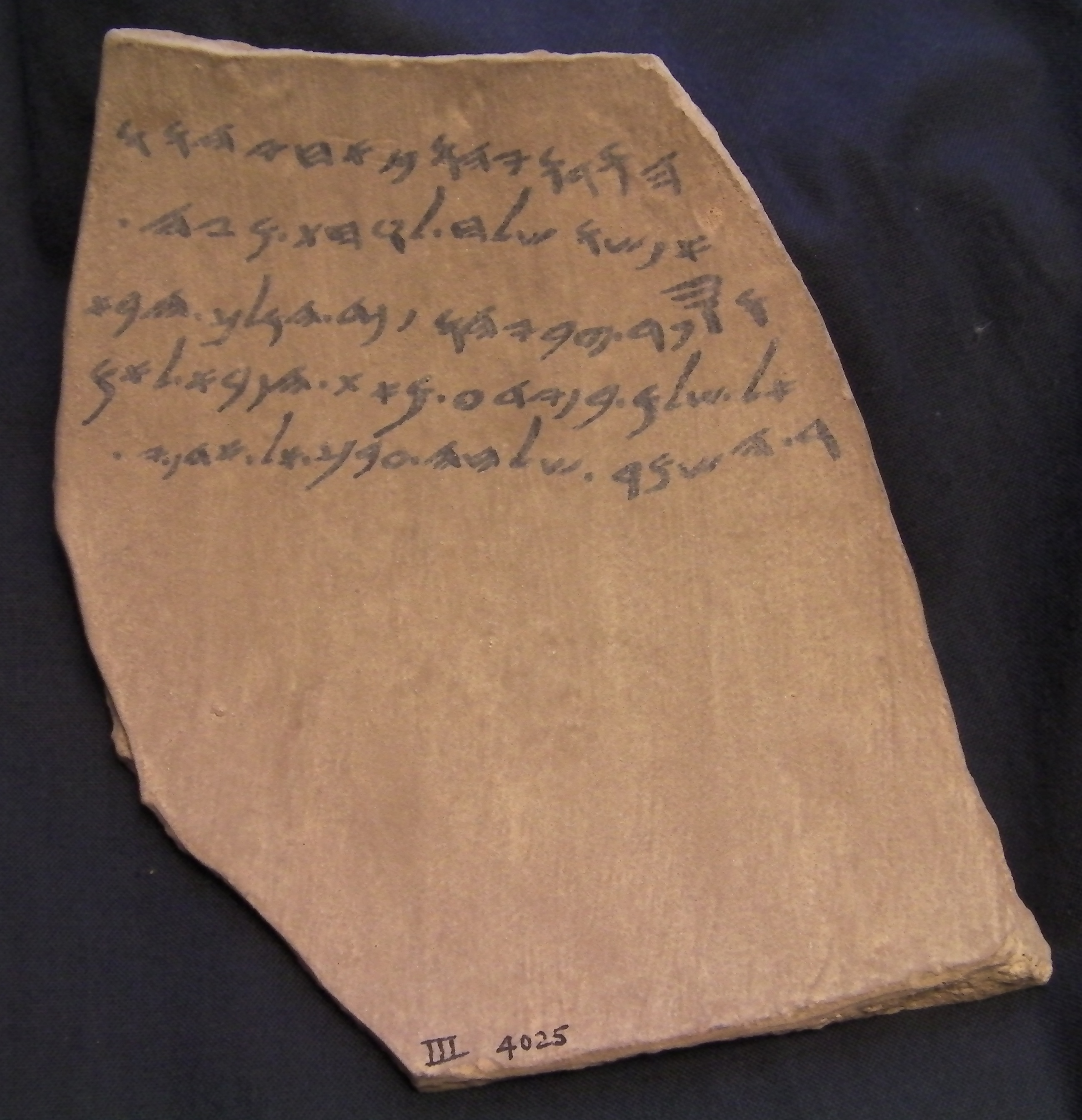
Reproduction de l'ostracon 3 (verso)

Les lettres de Lakish  ou plus exactement ostraca de Lakish sont 22 ostraca écrits en alphabet paléo-hébraïque provenant du site archéologique de Lakish en Israël. Vingt et un ostraca ont été découverts lors des campagnes de fouilles réalisées entre 1932 et 1938 par l'archéologue britannique James Leslie Starkey puis ont été déchiffrés et publiés par le professeur Naftali Herz Tur-Sinai. Un ostracon supplémentaire a été découvert en 1966. Ces ostraca représentent le principal corpus d'inscriptions en hébreu ancien. Ils ont été trouvés dans le niveau archéologique II qui correspond à la dernière phase du gouvernement judéen de la ville de Lakish avant sa destruction par l'armée babylonienne de Nabuchodonosor II en 586 av. J.-C.. Ils apportent d'importants renseignements sur la paléographie, l'orthographe, le vocabulaire et la grammaire de l'hébreu ancien.
À l'époque du royaume de Juda, la ville de Lakish était la deuxième ville la plus importante après Jérusalem. Les ostraca de Lakish sont généralement des correspondances militaires qui traitent de problèmes administratifs, militaires et politiques. Ils reflètent l'atmosphère troublée qui règne en Juda à la veille de la campagne babylonienne. On trouve un écho de cette situation dans le livre de Jérémie. Le style des lettres est elliptique car il fait allusion à un contexte supposé connu à la fois par l'auteur des lettres et leurs destinataires mais qu'il est difficile de reconstituer aujourd'hui.
Les ostraca 1-15 et 18 proviennent d'une pièce adjacentes à la porte extérieure de la ville. Il s'agissait peut-être d'une salle de garde où arrivaient les messages pour le commandant de la forteresse. À trois reprises, le destinataire des lettres est un certain Yaosh (יאוּש). Compte tenu du contexte, il peut s'agir du commandant de la forteresse. Les lettres donnent un aperçu des formules de salutations en usage telle que ישמַע יהוה את אדֹנִי שמֻעֹת טֹב עָתָ כּיֹם « puisse Yahweh faire entendre à mon maître de bonnes nouvelles maintenant » (ostracon 8) ou des formules épistolaires d'un subordonné s'adressant à son supérieur מי עבדך כּלב כּי (my `bdk klb ky) « qui est ton serviteur (sinon) un chien que ... » (ostracon 6). Selon la Bible d'Oxford Annotée (en), la phraséologie de l'ostracon 6 est similaire à celle du verset 4 de Jérémie 38.
L'ostracon 3 est une lettre de Hoshaiah à Yaosh. Elle fait allusion à une ambassade menée par le général Coniah fils d'Elnathan en Égypte. Des tractations semblent avoir pour but d'obtenir une aide militaire face à l'invasion babylonienne. Cette lettre fait écho au livre de Jérémie qui indique l'existence d'un parti pro-égyptien à la cour de Juda. Jérémie mentionne aussi un certain « Elnathan fils d'Achbor » en lien avec l’Égypte. Ce dernier y est envoyé par le roi Joaqim pour arrêter le prophète Ouriah. Il est possible que cet Elnathan soit le père de Coniah, même si rien dans l'ostracon ne permet de relier l'ostracon au récit de Jérémie.
Un passage obscur fait aussi référence à la mise en garde d'un prophète non nommé mais qui pourrait rendre compte des divisions dans le choix de la politique à mener dans la situation de crise où se trouve le royaume.
L'ostracon 4 se situe dans le contexte de la dernière phase de la campagne babylonienne. Il semble faire allusion à l’abandon d'un avant-poste judéen nommé Beth-harapid, et peut-être à la chute d'Azéqa. Selon Jérémie, Lakish et Azéqa sont les principales forteresses de Juda et ce sont les dernières encore aux mains des Judéens à la veille de la chute de Jérusalem.